# Stari Terny
Stari Terny (ukr. Старі Терни) – wieś na Ukrainie, w obwodzie donieckim, w rejonie pokrowskim, w hromadzie Kurachowe. W 2001 liczyła 8 mieszkańców.